# أولريش إنجل
أولريش إنجل (بالألمانية: Ulrich Engel) (و. 1928 – م) هو فقيه لغوي، وأستاذ جامعي، من ألمانيا، ولد في شتوتغارت.

## مناصب وهيئات
أدار جامعة بون.